# Jyske Bank
De Jyske Bank is de op drie na grootste bank in Denemarken.
Op 7 juli 1967 ontstond Jyske Bank uit een fusie van Silkeborg Bank, de Bank Kjellerup en de Handels- og Landbobanken van Kjellerup en Silkeborg. Jyske verwijst naar Jylland, de Deense benaming van Jutland.
Na een groei werkt dit bedrijf nu ook internationaal als bank groep. Het hoofdkantoor staat in Silkeborg.
Jyske Bank staat in de OMX Copenhagen 20 genoteerd.
De bank is sponsor van de Jyske Bank Boxen, een van de hallen van het MessecenterHerning in Herning.